# Клаус Гільгендорф
Клаус Гільгендорф (нім. Claus Hilgendorf; 29 лютого 1912, Гамбург — 22 квітня 1993, Кіль) — німецький офіцер-підводник, оберлейтенант-цур-зее резерву крігсмаріне.

## Біографія
1 жовтня 1939 року вступив на флот. З вересня 1940 року — вахтовий офіцер і командир корабля 12-ї флотилії мінних тральщиків. З 1 листопада 1942 року — командир корабля 24-ї флотилії мінних тральщиків. З 29 березня по 25 вересня 1943 року пройшов курс підводника, 26-30 вересня — курс кермування, 1-15 жовтня — курс позиціонування (радіовимірювання), 16-31 жовтня — тактичну підготовку, 1-30 листопада — курс командира підводного човна. 28 грудня 1943 року направлений на будівництво підводного човна U-1009. З 10 лютого 1944 року — комендир U-1009. 1 квітня 1945 року вийшов у свій перший і останній похід. 10 травня 1945 року здався британським військам в Лох-Еріболл. 27 листопада 1947 року звільнений.

## Звання
- Рекрут (1 жовтня 1939)
- Штурмансмат резерву (1 січня 1940)
- Штурман резерву (1 серпня 1940)
- Лейтенант-цур-зее резерву (1 квітня 1941)
- Оберлейтенант-цур-зее резерву (1 квітня 1943)

## Нагороди
- Залізний хрест
  - 2-го класу (грудень 1940)
  - 1-го класу (25 липня 1942)
- Нагрудний знак мінних тральщиків (1941)